# Tabatha Rivas
Tabatha Rivas (Ciudad de México, 20 de octubre de 2007) es la primera futbolista mexicana con sordera en jugar en México y segunda a nivel mundial del futbol profesional femenino.Juega en la posición de guardameta en el Club Universidad Nacional Femenil, de la Liga MX Femenil.

## Biografía
La portera de los pumas de la UNAM fue declarada sorda de nacimiento cuando tenía un año y ocho meses de edad, por lo que usa un implante coclear que le permite escuchar.
Estoy muy agradecida por la oportunidad de abrir la puerta para que más jugadoras con condiciones especiales se animen a perseguir sus sueños.

## Trayectoria deportiva
Desde 2022, ha sido parte del equipo auriazul de los pumas en las categorías sub-17, sub-18 y sub-19, en esta última ocupó la titularidad.
En 2024 debutó en el encuentro entre Pumas y Necaxa en primera división en la jornada 17, cuando Wendy Toledo, la titular del equipo, salió por lesión.